# Cathy Gohlke
Cathy Gohlke (* um 1956) ist eine US-amerikanische Schriftstellerin. Sie schreibt historische Romane und gewann dafür mehrere der vom Evangelikal-Christlichen Verlegerverband vergebenen Christy Awards.

## Leben
Cathy Gohlke wuchs auf einer alten Farm im Piedmont in North Carolina (USA) auf. Sie arbeitete als Schulbibliothekarin.
Sie ist seit über 40 Jahren mit Dan verheiratet und hat drei erwachsene Kinder.

## Werke

### Civil War Series
- 2006: William Henry is a Fine Name (bisher nicht auf Deutsch erschienen) – Christy Award 2007 in der Kategorie First Novel[2]
- 2008: I Have Seen Him in the Watchfires (bisher nicht auf Deutsch erschienen) – Christy Award 2009 in der Kategorie Young Adult[2] und Carol Award 2009 in der Kategorie Long Historical[3]

### Einzelromane
- 2012: Promise Me This (bisher nicht auf Deutsch erschienen)
- 2012: Band of Sisters (bisher nicht auf Deutsch erschienen)
- 2014: Saving Amelie (bisher nicht auf Deutsch erschienen)
- 2015: Secrets she kept (Die verschwiegenen Jahre, 2023) – Christy Award 2016 in der Kategorie Historical[4] und Carol Award 2016 in der Kategorie Historical[3]
- 2018: Until We Find Home (bisher nicht auf Deutsch erschienen)
- 2019: The Medallion (Das Medaillon, 2022) – Christy Award 2022 in der Kategorie Historical[4]
- 2021: Night Bird Calling (bisher nicht auf Deutsch erschienen)
- 2022: A Hundred Crickets Singing (bisher nicht auf Deutsch erschienen)
- 2023: Ladies of the Lake (In Zeiten der Freundschaft, 2024)

Die deutschen Ausgaben ihrer Bücher werden im Verlag SCM Hänssler verlegt.